# Cibyrrhéotes

Les thèmes byzantins vers 780.

Les thèmes en Asie Mineure vers 950.

Les Cibyrrhéotes ou le thème des Cibyrrhéotes (en grec θέμα Κιβυρραιωτῶν) sont un thème byzantin englobant les côtes méridionales de l’Asie Mineure du VIIIe à la fin du XIIe siècle. En tant que plus important thème maritime de l’empire, il joue un rôle de premier plan dans l’équipement en navires et en troupes de la marine byzantine.

## Histoire
Le thème des Cibyrrhéotes (Κιβυρραιῶται) doit son nom de la ville de Cibyrrhée (soit Cibyrrhée la Grande en Carie, soit Cibyrrhée la Petite en Pamphylie). Le thème en mentionné pour la première fois en 698 quand un drongaire des Cibyrrhéotes est attesté. À cette époque, la région des Cibyrrhéotes est subordonnée au corps naval des Karabisianoi,,,. Après la dissolution de ce corps (entre 719/720 et 727), les Cibyrrhéotes deviennent un thème classique avec l’apparition d’un stratège en 731/732,,,. Jusqu’au IXe siècle, date à laquelle les thèmes de la mer Égée et de Samos ont un drongaire à leur tête, le thème des Cibyrrhéotes est le seul thème impérial maritime,.
Le thème comprend les côtes sud de l’Asie Mineure du sud de Milet (qui dépend du thème des Thracésiens) aux frontières de la Cilicie, aux mains des Arabes. Le thème inclut donc les anciennes provinces romaines de la Carie, la Lycie, la Pamphylie et une partie de l’Isaurie et du Dodécanèse,,. Sa position géographique en fait la première cible des attaques des flottes musulmanes venant du Levant et de l’Égypte, lui donnant un rôle majeur dans l’aspect maritime des guerres arabo-byzantines. Les terres du thème sont connues pour leur fertilité mais souffrent des fréquentes destructions opérées par les raids arabes qui entraînent une dépopulation importante de la région, à l’exception des cités fortifiées et des bases navales.
Le siège du stratège se situe très probablement à Attaleia,. Il bénéficie d'un salaire annuel de 10 livres d'or et son rang au sein de la hiérarchie impériale reste relativement bas mais toujours au-dessus de tout autre commandant naval. Ce rang est le 35e au niveau impérial dans le Taktikon Uspensky de 842/843, avant de rétrograder à la 55e place dans le Taktikon de l'Escorial de 971-975,. Le thème est divisé en drongoi et en turmes. Parmi les subordonnés les plus importants du stratège se trouve l'ek prosopou impérial à Sillyon et le drongaire d'Attaleia et Kos, ainsi que le catapan qui dirige les Mardaïtes du thème,. Ces derniers sont les descendants de plusieurs milliers de déplacés du Liban installées par l'empereur Justinien II dans les années 680 pour fournir à la marine des équipages et des fantassins de marine. Au début du IXe siècle, la flotte du thème comprend soixante-dix navires, et lors de l'expédition crétoise de 911, le thème envoie 31 navires de guerre (15 dromons lourds et 16 pamphyloi de taille moyenne avec 6 000 marins et 760 fantassins de marine).
Aux alentours du milieu du XIe siècle, alors que la menace maritime musulmane subsiste, la marine byzantine connaît un brusque déclin. La flotte des Cibyrrhéotes est mentionnée pour la dernière fois lorsqu'elle repousse une attaque des Rus' en 1043 ; le thème devient par la suite une simple province civile dirigée par un kritès puis par un doux,. La majeure partie de son territoire est conquise par les Seldjoukides après 1071, avant d'être partiellement reprise sous Alexis Ier Comnène. Manuel Ier Comnène l'abolit et le rattache au thème de Mylasa et Melanoudion,.

## Les stratèges du thème
Le stratège exerce la fonction de gouverneur civil et militaire du thème. Parmi ceux ayant exercé cette fonction figurent :
- Manès (vers 733) : il est envoyé reprendre Rome à la tête d'une flotte mais celle-ci est détruite par une tempête ;
- Cratéros (dans les années 820) : il dirige une tentative de reconquête de la Crète mais il est vaincu par les forces de l'émirat de Crète ;
- Arsène du Latros (IXe siècle) : il devient moine par la suite avant d'être canonisé après sa mort ;
- Basile Hexamilitès (vers 955/956) : à ce poste, il inflige une lourde défaite à la marine de l'émirat voisin de Tarse.